# 阪神高速3號神戶線
阪神高速3號神戶線（日语：／ Hanshin kōsoku 3 gō Kōbe sen */?）是阪神高速道路路線，自日本大阪府大阪市西區的16號大阪港線分歧（阿波座附近）至兵庫縣神戶市須磨區第二神明道路（月見山）。

## 概要
本道路在尼崎東 ～ 摩耶間與國道43號並行、摩耶 ～ 若宮間與國道2號並行。此外海老江 ～ 生田川間與阪神本線平行。

### 路線名
- 大阪府道高速大阪西宮線 ：大阪市西區西本町三丁目 - 大阪市西淀川區佃七丁目
- 兵庫縣道高速大阪西宮線 ：尼崎市東本町一丁目 - 西宮市今津水波町
- 兵庫縣道高速神戶西宮線 ：神戶市須磨區月見山町三丁目 - 西宮市今津水波町

### 道路規格
- 道路等級 ：第2種第2級
- 設計速度 ：60km/h（從大阪市福島區大開（海老江出入口附近）到神戸市灘區新在家（魚崎出入口 - 摩耶出入口間）設計時速80km/h、若宮出入口以西為50km/h）
- 車道數 ：雙向4車道（6車道（海老江系統交流道 - 武庫川出入口）
- 交流道 ：C規格、設計速度 40km/h

## 出入口
- 出入口編號欄的背景色為■顯示該部分道路已經啟用，設施名稱欄的背景色為■顯示該部分設施尚未啟用，未通車路段名稱皆為臨時名稱。
- 尼崎東出口—魚崎出入口與國道43號（日语：国道43号）並行，此處略去其與各出入口的接續。
- JCT為系統交流道的簡寫，IC為交流道的簡寫，PA為停車區（日语：パーキングエリア）的簡寫。

| 出入口 編號               | 中文設施名稱   | 日文設施名稱                              | 英文設施名稱 | 接續路線名稱                               | 起點 里程 （公里） | 備註                                                          | 所在地       | 所在地       | 所在地   |
| ------------------------- | -------------- | ----------------------------------------- | ------------ | ------------------------------------------ | ------------------ | ------------------------------------------------------------- | ------------ | ------------ | -------- |
| -                         | 阿波座JCT      |                                           |              | 16號大阪港線 阪神高速1號環狀線、阿波座方向 | 0.0                |                                                               | 大阪府大阪市 | 大阪府大阪市 | 西區     |
| 3-01                      | 西長堀出入口   |                                           |              | 新浪速筋                                   | 0.3                | 神戶方向出入口                                                | 大阪府大阪市 | 大阪府大阪市 | 西區     |
| 3-02                      | 中之島西出入口 |                                           |              | 中之島通 大阪府道29號大阪臨海線            | 0.9                | 神戶方向出入口 入口為ETC專用 直通阪神高速1號環狀線堂島入口    | 大阪府大阪市 | 大阪府大阪市 | 北區     |
| 3-03                      | 海老江出入口   |                                           |              | 大阪市道九條梅田線                         | 3.1                | 神戶方向出入口 入口為ETC專用                                  | 大阪府大阪市 | 大阪府大阪市 | 福島區   |
| -                         | 海老江JCT      |                                           |              | 阪神高速2號淀川左岸線                      | 3.2                | 神戶方向接續                                                  | 大阪府大阪市 | 大阪府大阪市 | 福島區   |
| 3-04                      | 姬島出入口     |                                           |              |                                            | 4.2                | 大阪市內方向出入口                                            | 大阪府大阪市 | 大阪府大阪市 | 西淀川區 |
| 3-05                      | 大和田出入口   |                                           |              | 淀川通                                     | 5.1                | 神戶方向出入口                                                | 大阪府大阪市 | 大阪府大阪市 | 西淀川區 |
| 3-06                      | 尼崎東出口     |                                           |              |                                            | 7.0                | 大阪方向起的出口                                              | 兵庫縣       | 尼崎市       | 尼崎市   |
| -                         | 尼崎PA         |                                           |              |                                            | 7.7                | 只限大阪方向                                                  | 兵庫縣       | 尼崎市       | 尼崎市   |
| -                         | 尼崎TB         |                                           |              |                                            |                    | 大阪方向，2016年10月31日廢除                                  | 兵庫縣       | 尼崎市       | 尼崎市   |
| 3-07                      | 尼崎西出入口   |                                           |              |                                            | 10.7               | 神戶方向出入口                                                | 兵庫縣       | 尼崎市       | 尼崎市   |
| 3-08                      | 武庫川出入口   |                                           |              | 西宮、甲子園方向                           | 11.9               | 大阪方向出入口                                                | 兵庫縣       | 西宮市       | 西宮市   |
| 3-09                      | 西宮IC         |                                           |              | E1 名神高速公路 京都、名古屋方向           | 14.5               | 神戶方向接續                                                  | 兵庫縣       | 西宮市       | 西宮市   |
| 3-10                      | 西宮出入口     |                                           |              | 甲子園方向                                 | 16.8               | 神戶方向出入口                                                | 兵庫縣       | 西宮市       | 西宮市   |
| 3-11                      | 蘆屋出入口     |                                           |              |                                            | 17.4               | 大阪方向出入口                                                | 兵庫縣       | 蘆屋市       | 蘆屋市   |
| -                         | 蘆屋TB         |                                           |              | -                                          |                    | 西行                                                          | 兵庫縣       | 蘆屋市       | 蘆屋市   |
| 3-12                      | 深江出入口     |                                           |              |                                            | 21.4               | 姬路方向出入口                                                | 兵庫縣       | 神戶市       | 東灘區   |
| 3-13                      | 魚崎出入口     |                                           |              | 六甲人工島方向                             | 22.7               | 大阪方向出入口                                                | 兵庫縣       | 神戶市       | 東灘區   |
| 3-14                      | 摩耶出入口     |                                           |              | 兵庫縣道491號摩耶埠頭線                    | 27.3               | 大阪方向出入口                                                | 兵庫縣       | 神戶市       | 灘區     |
| 3-15                      | 摩耶出入口     | 姬路方向出入口 直通5號灣岸線 住吉濱出入口 |              | 兵庫縣道491號摩耶埠頭線                    | 27.3               |                                                               | 兵庫縣       | 神戶市       | 灘區     |
| 3-16                      | 生田川出入口   |                                           |              | 國道2號（只限入口） 神戶機場方向           | 29.6               | 直通阪神高速32號新神戶隧道 國道2號出入口 （只限ETC車輛）      | 兵庫縣       | 神戶市       | 中央區   |
| 3-17                      | 京橋出入口     |                                           |              | 港灣人工島、臨海樂園方向                   | 30.8               | 大阪方向出入口                                                | 兵庫縣       | 神戶市       | 中央區   |
| -                         | 京橋PA         |                                           |              | -                                          | 30.8               |                                                               | 兵庫縣       | 神戶市       | 中央區   |
| 3-18                      | 京橋出入口     |                                           |              | 神戶機場、港灣人工島方向                   | 30.8               | 姬路方向出入口 直通5號灣岸線 住吉濱出入口（途經港灣幹線道路） | 兵庫縣       | 神戶市       | 中央區   |
| 3-19                      | 柳原出入口     |                                           |              | 國道2號                                    | 34.2               | 大阪方向出入口                                                | 兵庫縣       | 神戶市       | 兵庫區   |
| 3-20                      | 柳原出入口     | 姬路方向出入口                            |              | 國道2號                                    | 34.2               |                                                               | 兵庫縣       | 神戶市       | 兵庫區   |
| 3-21                      | 湊川出入口     |                                           |              |                                            | 36.1               | 大阪方向出入口                                                | 兵庫縣       | 神戶市       | 長田區   |
| -                         | 湊川JCT        |                                           |              | 阪神高速31號神戶山手線                     | 36.1               | 大阪方向接續                                                  | 兵庫縣       | 神戶市       | 長田區   |
| 3-22                      | 湊川出入口     |                                           |              |                                            | 36.1               | 姬路方向出入口                                                | 兵庫縣       | 神戶市       | 長田區   |
| 3-23                      | 若宮出入口     |                                           |              | 國道2號                                    | 38.1               | 大阪方向出入口                                                | 兵庫縣       | 神戶市       | 須磨區   |
| 3-24                      | 月見山出入口   |                                           |              | 兵庫縣道21號神戶明石線                     | 39.4               | 大阪方向出入口                                                | 兵庫縣       | 神戶市       | 須磨區   |
| 3-25                      | 月見山出入口   | -                                         | 39.6         | 第二神明道路接續部 不與一般道路接續        |                    |                                                               | 兵庫縣       | 神戶市       | 須磨區   |
| E93 第二神明道路 明石方向 |                |                                           |              |                                            |                    |                                                               |              |              |          |

## 歷史
- 1966年10月18日 ：京橋出入口 - 柳原出入口間通車。
- 1968年7月30日 ：生田川出入口 - 京橋出入口間、柳原出入口 - 若宮出入口間通車。
- 1969年4月25日 ：若宮出入口 - 月見山出入口間通車。
- 1969年8月1日 ：摩耶出入口 - 生田川出入口間通車。
- 1970年2月23日 ：西宮出入口 - 摩耶出入口間通車。
- 1970年3月8日 ：月見山出入口與第二神明道路直接連結。
- 1981年6月27日 ：阿波座系統交流道 - 西宮出入口間通，全線通車。
- 1995年1月17日 ：阪神大地震造成全線損壞，部分路段完全倒塌。
- 1996年2月19日 ：摩耶出入口 - 京橋出入口間復原。
- 1996年8月31日 ：深江出入口 - 摩耶出入口間、京橋出入口 - 若宮出入口間復原。
- 1996年9月30日 ：全線復原。
- 2008年5月26日 - 31日 : 蘆屋出入口 - 摩耶出入口間第一次實施集中工程，全日暫停通行（之前僅全日車道管制，未封閉道路）。
- 2010年12月18日 ：湊川系統交流道通車，連接31號神戶山手線。
- 2013年5月25日 ：海老江系統交流道通車，連接2號淀川左岸線。海老江系統交流道 - 姫島出入口間拓寬為6車道。
- 2015年5月27日 - 6月3日：武庫川出入口 - 深江出入口間實施集中工程，全日暫停通行。
- 2016年11月1日 - 9日：阿波座系統交流道 - 尼崎西出入口間實施集中工程，全日暫停通行。同時間尼崎主線收費站的通行費中止徵取並撤除收費站的設備[1]。

## 路線狀況

### 車道與速限
| 区間                              | 車道 上下線=上行線+下行線 | 最高速度 |
| --------------------------------- | ------------------------- | -------- |
| 阿波座系統交流道 - 中之島西出入口 | 4=2+2                     | 40km/h   |
| 中之島西出入口 - 海老江系統交流道 | 4=2+2                     | 60km/h   |
| 海老江系統交流道 - 武庫川出入口   | 6=3+3                     | 60km/h   |
| 武庫川出入口 - 若宮出入口         | 4=2+2                     | 60km/h   |
| 若宮出入口 - 第二神明連接部       | 4=2+2                     | 50km/h   |

### 道路資訊廣播
- 海老江（中之島西 - 姫島）
- 尼崎（尼崎東 - 尼崎西）
- 西宮（西宮交流道 - 蘆屋收費站）
- 魚崎（深江 - 魚崎）
- 京橋（生田川 - 京橋）
- 若宮（若宮 - 月見山）

阪神高速的道路資訊廣播開頭會以「這裡是阪神高速路側○○（局名）。午前（午後）○○時○○分為您播報現在的道路資訊。」的形式放送。

### 管轄單位
- 大阪府警察高速道路交通警察隊阪神四橋分駐所 ：大阪府内
- 兵庫縣警察高速道路交通警察隊京橋分駐隊 ：兵庫縣内[2]

### 交通量
24小時交通量（台）　道路交通調查
| 區間                               | 平成17（2005）年度 | 平成22（2010）年度 | 平成27（2015）年度 |
| ---------------------------------- | ------------------ | ------------------ | ------------------ |
| 阿波座系統交流道 - 西長堀出入口    | 73,368             | 50,811             | 48,808             |
| 西長堀出入口 - 中之島西出入口      | 73,368             | 50,589             | 52,352             |
| 中之島西出入口 - 海老江出入口      | 73,368             | 64,048             | 62,467             |
| 海老江出入口 - 海老江系統交流道    | 73,368             | 67,307             | 67,605             |
| 海老江系統交流道 - 姫島出入口      | 73,368             | 67,307             | 71,960             |
| 姫島出入口 - 大和田出入口          | 73,368             | 64,204             | 67,652             |
| 大和田出入口 - 尼崎東出口          | 73,368             | 66,430             | 71,246             |
| 尼崎東出口 - 尼崎西出入口          | 75,749             | 63,457             | 62,079             |
| 尼崎西出入口 - 武庫川出入口        | 75,749             | 71,790             | 74,166             |
| 武庫川出入口 - 名神西宮交流道      | 75,749             | 54,413             | 59,898             |
| 名神西宮交流道 - 西宮出入口        | 95,174             | 82,156             | 84,353             |
| 西宮出入口 - 蘆屋出入口            | 95,174             | 100,377            | 97,498             |
| 蘆屋出入口 - 深江出入口            | 95,174             | 88,114             | 85,967             |
| 深江出入口 - 魚崎出入口            | 73,408             | 95,657             | 91,958             |
| 魚崎出入口 - 摩耶出入口            | 73,408             | 86,782             | 82,841             |
| 摩耶出入口 - 生田川出入口          | 73,408             | 99,954             | 94,387             |
| 生田川出入口 - 京橋出入口          | 73,408             | 88,067             | 83,150             |
| 京橋出入口 - 柳原出入口            | 73,408             | 93,141             | 88,729             |
| 柳原出入口 - 湊川系統交流道/出入口 | 73,408             | 84,955             | 88,124             |
| 湊川系統交流道/出入口 - 若宮出入口 | 73,408             | 83,158             | 66,262             |
| 若宮出入口 - 月見山出入口          | 73,408             | 77,621             | 64,927             |

（出典：「平成22年度道路交通調查 （页面存档备份，存于）」・「平成27年度全国道路・街路交通情勢調査 （页面存档备份，存于）」（自国土交通省網頁摘取資料作成）

## 地理

### 連接高速公路
- 16號大阪港線（於阿波座系統交流道連接）
- 2號淀川左岸線（於海老江系統交流道連接）
- E1 名神高速公路（於西宮交流道連接）
- 31號神戶山手線（於湊川系統交流道連接）
- E93 第二神明道路（於月見山出入口直接連接）

## 相片集

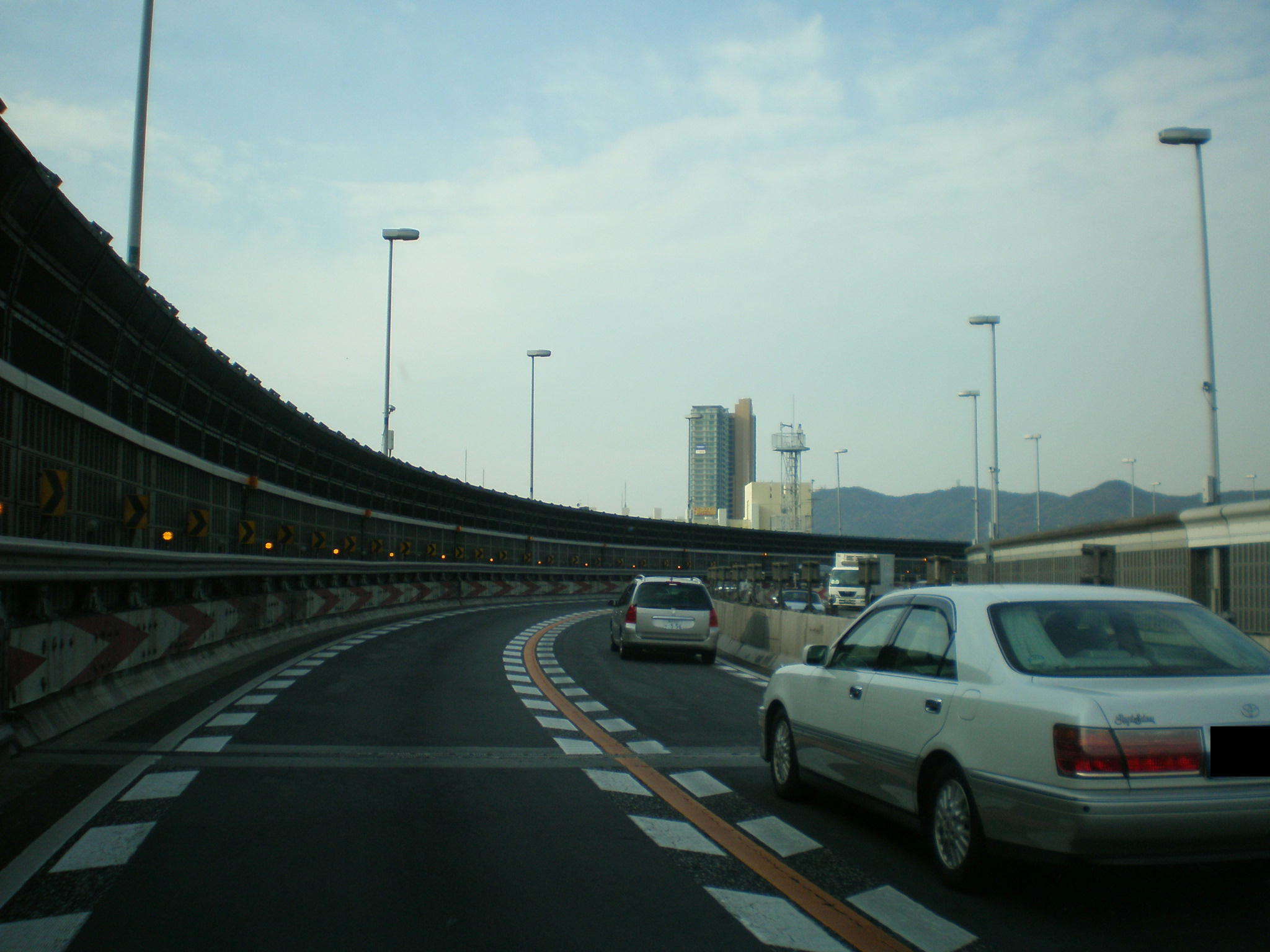
若宮急彎
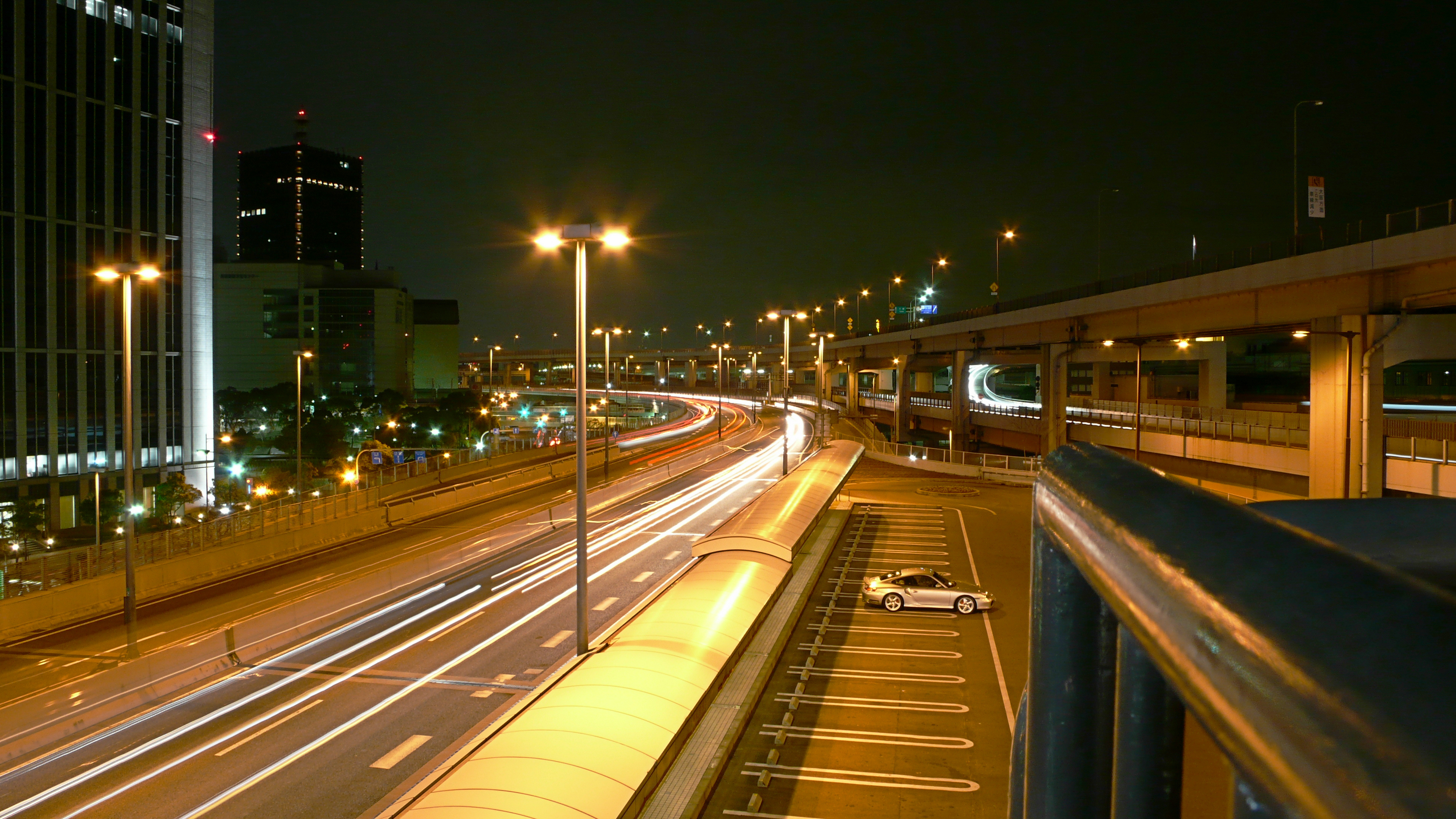
從京橋停車區望向大阪。右側為濱手繞道
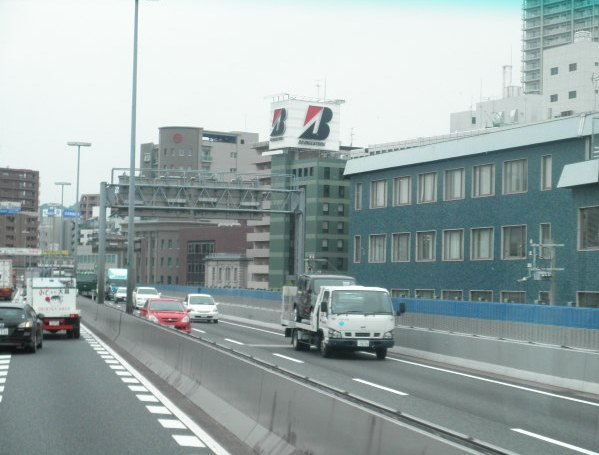
兵庫縣神戶市中央區新港町
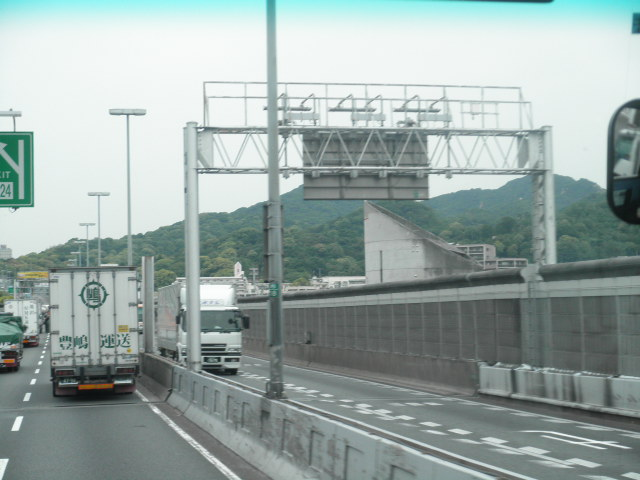
兵庫縣神戶市須磨區北町1丁目
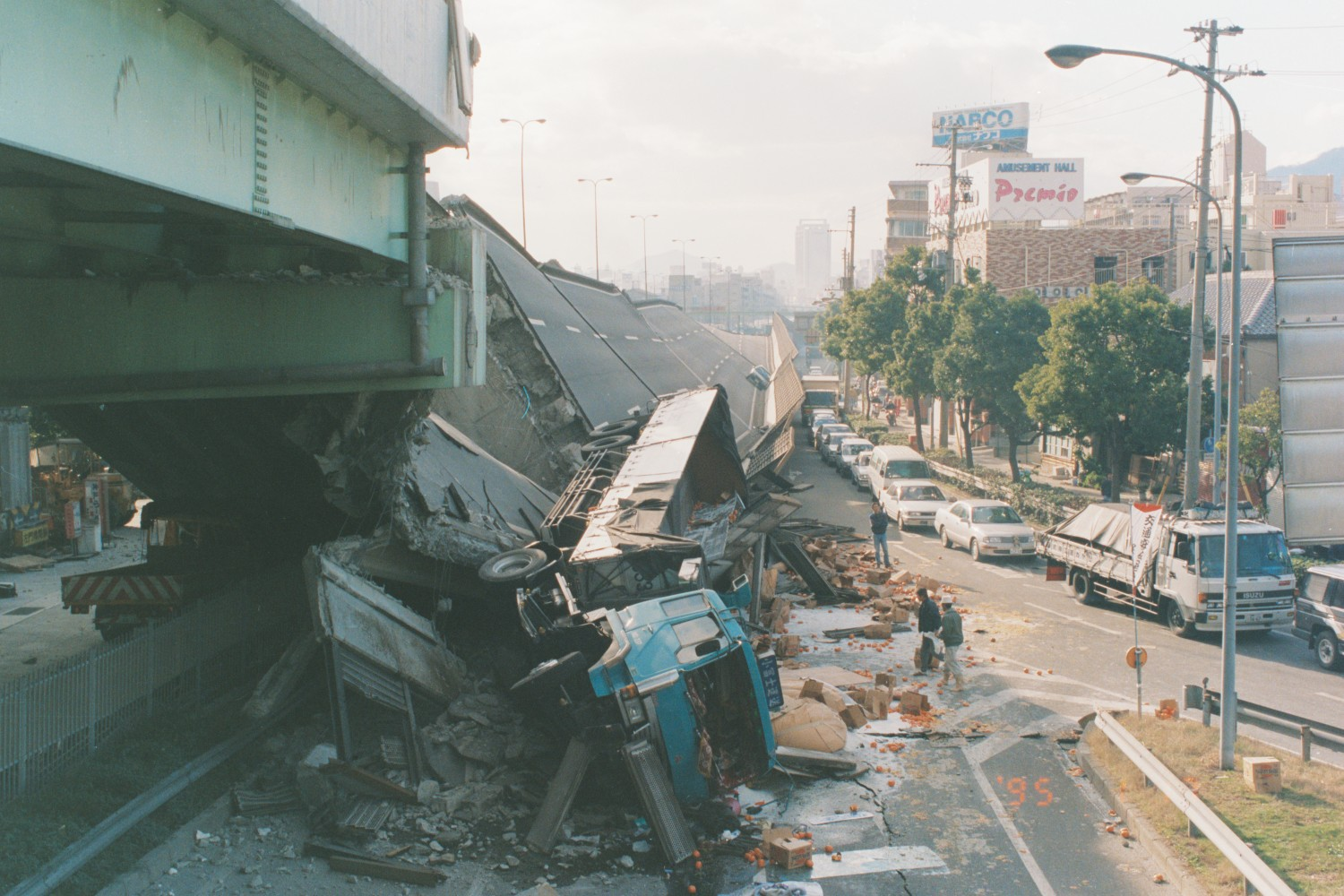
在阪神大地震受損的高架橋

## 外部連結
- 阪神高速道路株式会社

Template:阪神高速3號神戶線